# Morti nel 1712
| Questa pagina contiene informazioni ricavate automaticamente dalle voci biografiche con l'ausilio del template Bio e di un bot. L'aggiornamento è periodico e automatico e ricostruisce completamente la pagina. Se manca una persona in questa lista, sei pregato di non aggiungerla, ma accertati piuttosto che la sua voce biografica contenga il template Bio e che i dati anagrafici siano correttamente compilati. Se il template Bio manca, inseriscilo tu stesso o, in alternativa, metti l'avviso {{tmp\|Bio}} che ne segnala la mancanza. Se i dati riportati sono sbagliati, correggi direttamente la voce biografica; le modifiche saranno visibili in questa lista entro pochi giorni. Per chiarimenti vedi il progetto biografie. La lista contiene solo le 88 persone che sono citate nell'enciclopedia e per le quali è stato implementato correttamente il template Bio. Pagina aggiornata al 2 giu 2025. |

## Gennaio(5)
- 6 gennaio - Teresa Caterina Lubomirska, principessa polacca (n. 1685)
- 10 gennaio - John Houblon, politico e banchiere britannico (n. 1632)
- 14 gennaio - Rabia Sultan, ottomana
- 17 gennaio - Francesco Andrea Grassi, vescovo cattolico italiano (n. 1661)
- 28 gennaio - Ferdinando Moncada Gaetani, nobile e politico italiano (n. 1646)

## Febbraio(9)
- 2 febbraio - Martin Lister, medico, naturalista e geologo inglese
- 7 febbraio - Matthias Alban, liutaio austriaco (n. 1634)
- 9 febbraio - Giovanni Evangelista Draghi, pittore italiano (n. 1654)
- 12 febbraio - Maria Adelaide di Savoia, principessa (n. 1685)
- 18 febbraio - Luigi di Borbone-Francia, nobile francese (n. 1682)
- 22 febbraio - Nicolas de Catinat de La Fauconnerie, generale francese (n. 1637)
- 22 febbraio - Louis de Pardaillan de Gondrin, nobiluomo francese (n. 1688)
- 27 febbraio - Bahadur Shah I, sovrano indiano (n. 1643)
- 29 febbraio - Johann Conrad Peyer, anatomista svizzero (n. 1653)

## Marzo(6)
- 2 marzo - Lorenzo Magalotti, scienziato, letterato e diplomatico italiano (n. 1637)
- 5 marzo - Giulio Savelli, III principe di Albano, principe italiano (n. 1626)
- 8 marzo - Luigi di Borbone-Francia, nobile francese (n. 1707)
- 16 marzo - Giovanni Giorgio di Sassonia-Weissenfels, duca (n. 1677)
- 17 marzo - Jean-Baptiste Forest, pittore e mercante d'arte francese (n. 1635)
- 28 marzo - Jan van der Heyden, pittore olandese (n. 1637)

## Aprile(7)
- 5 aprile - Jan Luyken, poeta, pittore e incisore olandese (n. 1649)
- 9 aprile - Giuseppe Archinto, cardinale e arcivescovo cattolico italiano (n. 1651)
- 11 aprile - Richard Simon, teologo e biblista francese (n. 1638)
- 18 aprile - Luisa Maria Teresa Stuart, principessa (n. 1692)
- 23 aprile - Lambert Chaumont, compositore e organista belga
- 29 aprile - Juan Cabanilles, organista e compositore spagnolo (n. 1644)
- 30 aprile - Philipp van Limborch, teologo olandese (n. 1633)

## Maggio(7)
- 5 maggio - Heinrich Hinsch, librettista tedesco (n. 1650)
- 8 maggio - Gatien de Courtilz de Sandras, scrittore francese (n. 1644)
- 10 maggio - John Lyon, IV conte di Strathmore e Kinghorne, nobile scozzese (n. 1663)
- 10 maggio - Andrea Santacroce, cardinale e arcivescovo cattolico italiano (n. 1655)
- 20 maggio - Cristiano Ernesto di Brandeburgo-Bayreuth, nobile tedesco (n. 1644)
- 25 maggio - Francesco Maria Imperiale Lercari, doge (n. 1629)
- 30 maggio - Andrea Lanzani, pittore italiano (n. 1641)

## Giugno(5)
- 2 giugno - Giovanni Francesco Bagnoli, pittore italiano (n. 1678)
- 11 giugno - Luigi Giuseppe di Borbone-Vendôme, nobile e generale francese (n. 1654)
- 12 giugno - Alessandro Guidi, poeta e drammaturgo italiano (n. 1650)
- 30 giugno - Guglielmina Cristiana di Sassonia-Weimar, nobile tedesca (n. 1658)
- 30 giugno - Rannuzio Pallavicino, cardinale e scrittore italiano (n. 1633)

## Luglio(5)
- 9 luglio - Gabriel Revel, pittore francese (n. 1642)
- 12 luglio - Nicolò Bon, numismatico italiano (n. 1635)
- 12 luglio - Richard Cromwell, politico inglese (n. 1626)
- 13 luglio - Isaac de Porthau, abate, militare e agente segreto francese (n. 1617)
- 26 luglio - Thomas Osborne, I duca di Leeds, nobile e politico inglese (n. 1632)

## Agosto(7)
- 7 agosto - Friedrich Wilhelm Zachow, compositore tedesco (n. 1663)
- 11 agosto - Maddalena Sibilla d'Assia-Darmstadt, nobile tedesca (n. 1652)
- 18 agosto - Richard Savage, IV conte Rivers, nobile, militare e politico inglese (n. 1654)
- 22 agosto - Sofia Maria d'Assia-Darmstadt, nobile (n. 1661)
- 24 agosto - François de Rohan, nobile francese (n. 1630)
- 26 agosto - Sebastian Anton Scherer, compositore e organista tedesco (n. 1631)
- 29 agosto - Gregory King, genealogista e statistico britannico (n. 1648)

## Settembre(3)
- 4 settembre - Francesco Moneti, francescano, astronomo e letterato italiano (n. 1635)
- 14 settembre - Giovanni Cassini, matematico, astronomo e ingegnere italiano (n. 1625)
- 15 settembre - Sidney Godolphin, I conte di Godolphin, nobile e politico britannico (n. 1645)

## Ottobre(3)
- 4 ottobre - Filippo Reinardo di Hanau-Münzenberg, conte tedesco (n. 1664)
- 10 ottobre - Federico Sforza di Santa Fiora, I principe di Genzano, principe italiano (n. 1651)
- 21 ottobre - Johann Philipp von Lamberg, cardinale e vescovo cattolico austriaco (n. 1652)

## Novembre(9)
- 2 novembre - Franz Joseph von Lamberg, principe e politico austriaco (n. 1638)
- 5 novembre - Gabrio Giuseppe Serbelloni, I duca di San Gabrio, militare, politico e duca italiano (n. 1635)
- 12 novembre - Tokugawa Ienobu, militare giapponese (n. 1662)
- 12 novembre - Domingo de Andrade, architetto spagnolo (n. 1639)
- 15 novembre - James Hamilton, IV duca di Hamilton, nobile, politico e generale scozzese (n. 1658)
- 19 novembre - Wolfgang Carl Briegel, musicista e compositore tedesco (n. 1626)
- 21 novembre - Ercole Visconti, arcivescovo cattolico e diplomatico italiano (n. 1645)
- 25 novembre - Maria Arcangela Biondini, religiosa italiana (n. 1641)
- 26 novembre - Pier Dandini, pittore italiano (n. 1646)

## Dicembre(2)
- 6 dicembre - Gio Paolo Bombarda, musicista italiano
- 27 dicembre - Giovanni Antonio de Groot, pittore italiano (n. 1664)

## Senza giorno specificato(20)
- Danila Jakovlevič Ancyferov, esploratore russo
- Juan de Araujo, compositore spagnolo (n. 1646)
- Gian Bernardo Capreoli, vescovo cattolico italiano (n. 1642)
- Andrea Celesti, pittore italiano (n. 1637)
- Dupont detto Pointié, pittore fiammingo (n. 1660)
- Giovanni Maria Fontana, architetto svizzero (n. 1670)
- Giovanni Adamo I del Liechtenstein, principe austriaco (n. 1662)
- Manuel Godinho, missionario portoghese (n. 1630)
- Nehemiah Grew, botanico inglese (n. 1641)
- Francisco Ibáñez de Peralta, generale spagnolo (n. 1644)
- Edward Kynaston, attore teatrale inglese (n. 1640)
- John Marshall, ottico inglese (n. 1663)
- Baltacı Mehmed Pascià, politico e militare ottomano (n. 1652)
- Federigo Meninni, medico e poeta italiano (n. 1636)
- Dudleya North, orientalista e linguista inglese (n. 1675)
- Michele Arcangelo Palloni, pittore italiano (n. 1642)
- Jakov Permjakov, marinaio, esploratore e mercante russo
- Guy Tachard, missionario, gesuita e matematico francese (n. 1651)
- Merkurij Vagin, esploratore russo
- Giovanni Francesco Vigani, chimico italiano (n. 1650)